# Pawieł Kniagnicki
Pawieł Jefimowicz Kniagnicki, ros. Павел Ефимович Княгницкий (ur. 3 stycznia?/15 stycznia 1884 w Tyraspolu, zm. 10 września 1937 w Kijowie) – rosyjski i radziecki wojskowy, komdiw, ofiara czystki w Armii Czerwonej.

## Życiorys

### Wczesna działalność
Pochodził z rodziny kupieckiej. Ukończył szkołę realną w Komracie i w 1904 r. rozpoczął w Petersburgu studia w instytucie inżynierii cywilnej. Brał udział w rewolucji 1905 r., współorganizował powstanie w Kronsztadzie i działał jako agitator. W 1907 r. wrócił do rodzinnego regionu i współtworzył komitet bolszewicki w Naddniestrzu. Po klęsce rewolucji ukrywał się w Nowoczerkasku, następnie udał się ponownie do Tyraspola i prowadził nielegalną agitację socjalistyczną wśród żołnierzy 8 batalionu pontonowego. 
W 1909 r. wstąpił na studia w zakresie architektury na Akademii Sztuk Pięknych. Jako student brał udział w wyjazdach naukowych do Persji, na Kaukaz i do Turcji. W 1916 r., w ramach obowiązkowej służby wojskowej, został skierowany na naukę do szkoły inżynieryjnej w Mikołajowie i utworzył w niej nielegalną organizację bolszewicką. Następnie razem z kompanią inżynieryjną 68 dywizji piechoty walczył w I wojnie światowej w Karpatach Południowych. Wybrany do dywizyjnego komitetu żołnierskiego po rewolucji lutowej. 

### Rewolucja październikowa i wojna domowa
W grudniu 1917 r. wybrano go na członka komitetu centralnego partii bolszewickiej na froncie rumuńskim. Dosłużył się stopnia chorążego, inżyniera 68 dywizji piechoty. Od grudnia 1917 r. do stycznia 1918 r. działał w Benderach i Tyraspolu, sprawując obowiązki zastępcy komendanta, a następnie komendanta twierdzy benderskiej oraz dowódcą grupy inżynieryjnej i technicznej tyraspolskiego oddziału bolszewików. W styczniu 1918 r. bolszewicy zostali jednak wyparci z Besarabii przez wojska rumuńskie, które wkroczyły do regionu na prośbę Rady Kraju, parlamentu utworzonej po rewolucji lutowej Mołdawskiej Republiki Demokratycznej.
W lutym 1918 r. wstąpił do Armii Czerwonej. Od kwietnia do lipca 1918 r. był dowódcą grupy inżynieryjnej i technicznej 2 Armii Rewolucyjnej, następnie od lipca do września 1918 r. dowódcą pociągu pancernego. Między wrześniem a październikiem 1918 r. był szefem sztabu 9 Armii (Kubańskiej), a od listopada 1918 do czerwca 1919 r. jej dowódcą. Nie spełnił pokładanych w nim nadziei, zabrakło mu doświadczenia do dowodzenia tak dużym związkiem operacyjnym, a dowodzone przez niego siły poniosły klęskę w walkach z Armią Ochotniczą na Froncie Południowym, w tym w walkach o Donbas w pierwszej połowie 1919 r. Po niej został pozbawiony stanowiska.
Natychmiast potem, w czerwcu 1919 r. wszedł do rządu proklamowanej miesiąc wcześniej w Tyraspolu Besarabskiej Socjalistycznej Republiki Radzieckiej jako komisarz spraw wojskowych. W listopadzie 1919 r. został dowódcą 58 Dywizji Strzeleckiej i pełnił te obowiązki do lipca roku następnego. W lipcu 1920 r. został odznaczony orderem Czerwonego Sztandaru za udział w walkach polsko-bolszewickich między Żytomierzem a Boryspolem, w tym kierowanie odwrotem Armii Czerwonej z Żytomierza. Drugi order Czerwonego Sztandaru otrzymał w 1921 r.

### Dalsza kariera wojskowa w ZSRR, aresztowanie i egzekucja
W 1921 r. mianowano go dowódcą 45 Dywizji Strzeleckiej. Rok później ukończył wyższe kursy przy Akademii Wojskowej RKKA. W latach 1922–1924 był dowódcą 51 Perekopskiej Dywizji Strzeleckiej. Od października 1924 r. do grudnia 1926 r. był zastępcą dowódcy 14 Korpusu Strzeleckiego. W grudniu 1926 r. został dowódcą Kijowskiej Zjednoczonej Szkoły Wojskowej im. Kamieniewa. W 1928 r., po ukończeniu kursów doskonalących przy Akademii Wojskowej im. Frunzego w Moskwie został komendantem kijowskiego rejonu umocnionego. W 1936 r. otrzymał order Czerwonej Gwiazdy. Posiadał stopień komdywa.
Został aresztowany na fali czystek w Armii Czerwonej, w ich pierwszej fazie, 11 czerwca 1937 r. Był jednym z oficerów kijowskiego okręgu wojskowego aresztowanych bezpośrednio po skazaniu na śmierć jego dowódcy komandarma Jony Jakira (aresztowanego 28 maja, sądzonego w tzw. sprawie Tuchaczewskiego 11 czerwca i rozstrzelanego 12 czerwca w Moskwie). Został oskarżony o udział w spisku antypaństwowym. Obciążające go zeznania złożył jeszcze w maju 1937 r. aresztowany komkor Witalij Primakow, a następnie 10 czerwca, również znajdujący się w areszcie Michaił Siemionow. Już dzień po aresztowaniu Kniagnicki napisał list do szefa NKWD Nikołaja Jeżowa, przyznając się do uczestnictwa w spisku i twierdząc, że został do niego zwerbowany przez Jakira jeszcze w 1932 r. Komdyw obciążył również kolejne osoby: Witowta Putnę (straconego już 12 czerwca), Alberta Łapina, Siemiona Turowskiego, Dmitrija Schmidta i kilku swoich podwładnych. Pod naciskiem śledczych złożył również zeznania przeciwko Stiepanowi Archipowowi i Kowaliszynowi (obaj byli oficerami w kijowskim rejonie umocnionym). 
2 września zamknięto śledztwo w jego sprawie, a 9 września 1937 r. na wyjazdowym posiedzeniu kolegium wojskowego Sądu Najwyższego ZSRR został skazany na karę śmierci przez rozstrzelanie. Wyrok wykonano następnego dnia. Jego żonę Aleksandrę skazano na pięć lat łagru jako członkinię rodziny "wroga ludu". Pawieł Kniagnicki został zrehabilitowany 13 maja 1958 r.